# Enid (Oklahoma)
Enid é uma cidade localizada no estado norte-americano de Oklahoma, no Condado de Garfield.

## Demografia
Segundo o censo norte-americano de 2000, a sua população era de 47.045 habitantes.
Em 2006, foi estimada uma população de 46.514, um decréscimo de 531 (-1.1%).

## Geografia
De acordo com o United States Census Bureau tem uma área de
191,8 km², dos quais 191,6 km² cobertos por terra e 0,2 km² cobertos por água.

## Localidades na vizinhança
O diagrama seguinte representa as localidades num raio de 20 km ao redor de Enid.